# Communes de la province de Pescara
- Haut – A
- B
- C
- D
- E
- F
- G
- H
- I
- J
- K
- L
- M
- N
- O
- P
- Q
- R
- S
- T
- U
- V
- W
- X
- Y
- Z

## A
- Abbateggio
- Alanno

## B
- Bolognano
- Brittoli
- Bussi sul Tirino

## C
- Cappelle sul Tavo
- Caramanico Terme
- Carpineto della Nora
- Castiglione a Casauria
- Catignano
- Cepagatti
- Città Sant'Angelo
- Civitaquana
- Civitella Casanova
- Collecorvino
- Corvara
- Cugnoli

## E
- Elice

## F
- Farindola

## L
- Lettomanoppello
- Loreto Aprutino

## M
- Manoppello
- Montebello di Bertona
- Montesilvano
- Moscufo

## N
- Nocciano

## P
- Penne
- Pescara
- Pescosansonesco
- Pianella
- Picciano
- Pietranico
- Popoli

## R
- Roccamorice
- Rosciano

## S
- Salle
- San Valentino in Abruzzo Citeriore
- Sant'Eufemia a Maiella
- Scafa
- Serramonacesca
- Spoltore

## T
- Tocco da Casauria
- Torre de' Passeri
- Turrivalignani

## V
- Vicoli
- Villa Celiera